# Elezioni europee del 1999 in Belgio
Le elezioni europee del 1999 in Belgio si sono tenute il 13 giugno.

## Risultati
| Liste  | Liste                                          | Gruppo    | Circoscrizione            | Voti      | %     | Seggi |
| ------ | ---------------------------------------------- | --------- | ------------------------- | --------- | ----- | ----- |
|        | Liberali e Democratici Fiamminghi              | ELDR      | Fiamminga                 | 847.099   | 13,61 | 3     |
|        | Partito Popolare Cristiano                     | PPE-DE    | Fiamminga                 | 839.720   | 13,49 | 3     |
|        | Partito Riformatore Liberale                   | ELDR      | Vallone                   | 624.445   | 10,03 | 2     |
|        | Movimento dei Cittadini per il Cambiamento     | PPE-DE    | Vallone                   | 624.445   | 10,03 | 1     |
|        | Partito Socialista                             | PSE       | Vallone                   | 596.567   | 9,59  | 3     |
|        | Blocco Fiammingo                               | GTI       | Fiamminga                 | 584.392   | 9,39  | 2     |
|        | Partito Socialista (fiammingo)                 | PSE       | Fiamminga                 | 550.237   | 8,84  | 2     |
|        | Ecolo                                          | Verdi/ALE | Vallone/Tedesca           | 531.592   | 8,54  | 3     |
|        | Unione Popolare                                | Verdi/ALE | Fiamminga                 | 471.238   | 7,57  | 2     |
|        | Agalev                                         | Verdi/ALE | Fiamminga                 | 464.042   | 7,46  | 2     |
|        | Partito Sociale Cristiano                      | PPE-DE    | Vallone                   | 307.912   | 5,17  | 1     |
|        | Vivant                                         | -         | Fiamminga/Vallone/Tedesca | 123.438   | 1,98  | -     |
|        | Fronte Nazionale                               | -         | Vallone                   | 94.848    | 1,52  | -     |
|        | Debout Les Belges! (DLB)                       | -         | Francofona                | 46.088    | 0,74  | -     |
|        | Parti pour une Nouvelle Politique Belge (PNPB) | -         | Fiamminga/Vallone         | 27.553    | 0,44  | -     |
|        | Partito Comunista (Vallonia)                   | -         | Vallone                   | 25.539    | 0,41  | -     |
|        | Fronte Nuovo del Belgio (FNB)                  | -         | Vallone                   | 24.792    | 0,40  | -     |
|        | Partito del Lavoro del Belgio (PVDA)           | -         | Fiamminga                 | 21.966    | 0,35  | -     |
|        | Partito Cristiano Sociale (CSP)                | PPE-DE    | Tedesca                   | 13.456    | 0,22  | 1     |
|        | Altri <10.000 voti                             | -         | Fiamminga/Vallone/Tedesca | 28.218    | 0,45  | -     |
| Totale | Totale                                         | Totale    | Totale                    | 6.223.142 |       | 25    |

- Ecolo ha ottenuto 525.316 voti nella circoscrizione vallone, 6.276 voti nella circoscrizione tedesca.
- Vivant ha ottenuto 67.107 voti nella circoscrizione fiamminga, 55.133 voti nella circoscrizione vallone, 1.198 voti nella circoscrizione tedesca.
- Il Parti pour une Nouvelle Politique Belge ha ottenuto 17.095 voti nella circoscrizione fiamminga, 10.458 voti nella circoscrizione vallone.